# Gantt (Carolina del Sur)
Gantt es un lugar designado por el censo ubicado en el condado de Greenville, en el estado estadounidense de Carolina del Sur. La localidad en el año 2000 tiene una población de 13.962 habitantes en una superficie de 26.1 km², con una densidad poblacional de 535.7 personas por km². 

## Geografía
Gantt se encuentra ubicado en las coordenadas 34°46′55″N 82°23′53″O / 34.78194, -82.39806. Según la Oficina del Censo, el pueblo tiene un área total de 26,1 km² (10,1 mi²), de la cual 26,1 km² (10,1 mi²) es tierra y 0 km² (0 mi²) (0.0%) es agua.

### Localidades adyacentes
El siguiente diagrama muestra a las localidades en un radio de 8 kilómetros (5 mi) de Gantt.

## Demografía
En el 2000 la renta per cápita promedia del hogar era de $33.811, y el ingreso promedio para una familia era de $39.280. El ingreso per cápita para la localidad era de $20.106. En 2000 los hombres tenían un ingreso per cápita de $31.184 contra $22.028 para las mujeres. Alrededor del 13.9% de la población estaba bajo el umbral de pobreza nacional. 